# Fatma Omar
Fatma Omar (17 de octubre de 1973) es una deportista egipcia que compitió en levantamiento de potencia adaptado. Ganó seis medallas en los Juegos Paralímpicos de Verano entre los años 2000 y 2020.

## Palmarés internacional
| Juegos Paralímpicos | Juegos Paralímpicos     | Juegos Paralímpicos | Juegos Paralímpicos |
| Año                 | Lugar                   | Medalla             | Categoría           |
| ------------------- | ----------------------- | ------------------- | ------------------- |
| 2000                | Sídney (Australia)      | Medalla de oro      | –44 kg              |
| 2004                | Atenas (Grecia)         | Medalla de oro      | –56 kg              |
| 2008                | Pekín (China)           | Medalla de oro      | –56 kg              |
| 2012                | Londres (Reino Unido)   | Medalla de oro      | –56 kg              |
| 2016                | Río de Janeiro (Brasil) | Medalla de plata    | –61 kg              |
| 2020                | Tokio (Japón)           | Medalla de plata    | –67 kg              |